# Решетников, Анатолий Георгиевич
Анато́лий Гео́ргиевич Реше́тников (укр. Анатолій Георгійович Решетников, 22 июня 1923, Киев — 22 февраля 2018, там же) — советский и украинский актёр. Народный артист Украинской ССР (1966).

## Биография
Родился 22 июня 1923 года в Киеве.
В 1940 году поступил в КГИТИ, где его наставником был Константин Павлович Хохлов.
1943—1945 годы — участник Великой Отечественной войны.
В 1948 году закончил прерванную войной учёбу в КГИТИ, сразу же приступив к работе в КАТРД имени Л. Украинки, где возглавил мастерскую.
В 1970-х — доцент кафедры мастерства актера.
Член Национального союза театральных деятелей Украины.
В 2011 году был удостоен премии Украины в области театрального искусства «Киевская пектораль».
В последние годы проживал в Доме ветеранов сцены в Пуще-Водице.
Умер 22 февраля 2018 года в Киеве в возрасте 94 лет.
Похоронен на Байковом кладбище в Киеве.

## Театральные роли
- «Каменный властелин» Леси Украинки — Дон Жуан
- «В пуще» Леси Украинки — Ричард Айрон
- «Дядя Ваня» А. П. Чехова — Михаил Львович Астров
- «Живой труп» Л. Н. Толстого — Виктор Каренин
- «Дачники» М. Горького — Шалимов
- «Поднятая целина» М. А. Шолохова — Макар Нагульнов
- «Кремлёвские куранты» Н. Ф. Погодина — Антон Иванович Забелин
- «Старомодная комедия» А. Н. Арбузова — Родион Николаевич
- «Гибель эскадры» А. Е. Корнейчука — Гайдай
- «Дон Карлос» Ф. Шиллера — маркиз де Поза
- «Тема с вариациями» С. И. Алёшина — Дмитрий Николаевич
- «Самоубийца» Н. Р. Эрдмана — Гранд-Скубик
- «ОБЭЖ» Б. Нушича — Лазич
- «Веселись, когда заставляют» А. А. Шаховского и М. И. Писарева — Шумский
- «Дон Карлос» Ф. Шиллера — маркиз де Поза
- «Овод» — Риварес
- «Учитель танцев» Лопе де Веги — Альдемаро
- «Враги» — Николай Скробот
- «Ромео и Джульетта» — Тибальт
- «Лес» — Несчастливцев
- «Я, бабушка, Илико и Илларион» — Илико

## Фильмография
- 1960 — Вдали от Родины — Мартин
- 1970 — Пятёрка отважных
- 1973 — Старая крепость — директор гимназии Прокопович
- 1976 — Огненный мост
- 1988 — Защитник Седов — эпизод
- 1994 — Господа артисты
- 1999 — Школа скандала

## Награды и премии
- Орден «Знак Почёта» (24 ноября 1960 года) — отмечая выдающиеся заслуги в развитии советской литературы и искусства и в связи с декадой украинской литературы и искусства в гор. Москве[4]
- Народный артист Украинской ССР (1966)
- Государственная премия УССР имени Т. Г. Шевченко (1983) — за создание образов советских современников в спектакле «Тема с вариациями» С. И. Алёшина на сцене КАРТД имени Леси Украинки

## Публикации
- Решетников, А. Театр — моё предназначение. — Киев: издательство «Абрис», 2002.